# BinckBank Tour 2019
15. edycja BinckBank Tour, która odbyła się w dniach 12 - 18 sierpnia 2019 roku; wyścig jest częścią UCI World Tour 2019.

## Etapy
Wyścig składał się z 7 etapów o łącznym dystansie 977,3 km. 
| Etap | Data   | Start – Meta                        | type                       | Dystans (km) | Zwycięzca etapu | Lider           |
| ---- | ------ | ----------------------------------- | -------------------------- | ------------ | --------------- | --------------- |
| 1    | 12 sie | Beveren – Hulst                     | płaski                     | 167,2        | Sam Bennett     | Sam Bennett     |
| 2    | 13 sie | Blankenberge – Ardooie              | płaski                     | 169,1        | Sam Bennett     | Sam Bennett     |
| 3    | 14 sie | Aalter – Aalter                     | płaski                     | 166,9        | Sam Bennett     | Sam Bennett     |
| 4    | 15 sie | Houffalize – Houffalize             | pagórkowaty                | 96,2         | Tim Wellens     | Tim Wellens     |
| 5    | 16 sie | Riemst – Venray                     | płaski                     | 191,4        | Álvaro Hodeg    | Tim Wellens     |
| 6    | 17 sie | Haga – Haga                         | jazda indywidualna na czas | 8,4          | Filippo Ganna   | Tim Wellens     |
| 7    | 18 sie | Sint-Pieters-Leeuw – Geraardsbergen | pagórkowaty                | 178,1        | Oliver Naesen   | Laurens De Plus |

## Uczestnicy

### Drużyny
W wyścigu brały udział 23 ekipy: osiemnaście drużyn należących do UCI WorldTeams i pięć zespołów zaproszonych przez organizatorów z tzw. „dziką kartą”, należących do UCI Professional Continental Teams.
| WorldTeams (18)- AG2R La Mondiale - Astana - Bahrain-Merida - Bora-hansgrohe - CCC Team - Deceuninck-Quick Step - EF Education First - Groupama-FDJ - Katusha-Alpecin - Lotto Soudal - Mitchelton-Scott - Movistar Team - Dimension Data - Team Jumbo-Visma - Ineos - Team Sunweb - Trek-Segafredo - UAE Team Emirates Professional continental teams (5)- Roompot-Charles - Sport Vlaanderen-Baloise - Wanty-Groupe Gobert - Wallonie Bruxelles - Total Direct Énergie |
| |

### Lista startowa
W wyścigu wystartowało 161 kolarzy z 28 państw, w tym 2 Polaków (Łukasz Wiśniowski i Michał Gołaś).
| Bahrain-Merida TBM | Bahrain-Merida TBM        | Bahrain-Merida TBM |
| ------------------ | ------------------------- | ------------------ |
| Nr                 | Kolarz                    | Miejsce            |
| 1                  | Phil Bauhaus (GER)        | DNF-5              |
| 2                  | Valerio Agnoli (ITA)      | DNF-1              |
| 3                  | Grega Bole (SLO)          | 102.               |
| 5                  | Iván García Cortina (ESP) | 7.                 |
| 6                  | Heinrich Haussler (AUS)   | DNS-6              |
| 7                  | Marcel Sieberg (GER)      | 84.                |
| 10                 | Wang Meiyin (CHN)         | DNF-7              |

| Deceuninck-Quick Step DQT | Deceuninck-Quick Step DQT | Deceuninck-Quick Step DQT |
| ------------------------- | ------------------------- | ------------------------- |
| Nr                        | Kolarz                    | Miejsce                   |
| 11                        | Philippe Gilbert (BEL)    | 13.                       |
| 12                        | Tim Declercq (BEL)        | 33.                       |
| 13                        | Álvaro Hodeg (COL)        | DNF-7                     |
| 14                        | Bob Jungels (LUX) (szosa) | DNF-7                     |
| 15                        | Iljo Keisse (BEL)         | DNF-7                     |
| 16                        | Florian Sénéchal (FRA)    | 23.                       |
| 17                        | Zdeněk Štybar (CZE)       | 15.                       |

| Lotto-Soudal LTS | Lotto-Soudal LTS        | Lotto-Soudal LTS |
| ---------------- | ----------------------- | ---------------- |
| Nr               | Kolarz                  | Miejsce          |
| 21               | Tim Wellens (BEL)       | 3.               |
| 23               | Stan Dewulf (BEL)       | 24.              |
| 24               | Frederik Frison (BEL)   | DNF-7            |
| 25               | Nikolas Maes (BEL)      | 56.              |
| 27               | Maxime Monfort (BEL)    | 22.              |
| 29               | Rémy Mertz (BEL)        | DNF-7            |
| 30               | Brian van Goethem (NED) | DNF-7            |

| Team Jumbo-Visma TJV | Team Jumbo-Visma TJV    | Team Jumbo-Visma TJV |
| -------------------- | ----------------------- | -------------------- |
| Nr                   | Kolarz                  | Miejsce              |
| 31                   | Dylan Groenewegen (NED) | DNS-6                |
| 32                   | Laurens De Plus (BEL)   | 1.                   |
| 33                   | Paul Martens (GER)      | 99.                  |
| 34                   | Timo Roosen (NED)       | 67.                  |
| 35                   | Mike Teunissen (NED)    | 6.                   |
| 36                   | Jos van Emden (NED)     | 78.                  |
| 37                   | Maarten Wynants (BEL)   | DNF-2                |

| Movistar Team MOV | Movistar Team MOV      | Movistar Team MOV |
| ----------------- | ---------------------- | ----------------- |
| Nr                | Kolarz                 | Miejsce           |
| 41                | Jürgen Roelandts (BEL) | 90.               |
| 42                | Héctor Carretero (ESP) | DNF-7             |
| 43                | Jaime Castrillo (ESP)  | DNF-7             |
| 44                | Lluís Mas (ESP)        | DNF-7             |
| 46                | Jasha Sütterlin (GER)  | 48.               |
| 47                | Carlos Verona (ESP)    | 50.               |
| 49                | Winner Anacona (COL)   | DNF-1             |

| CCC Team CCC | CCC Team CCC                   | CCC Team CCC |
| ------------ | ------------------------------ | ------------ |
| Nr           | Kolarz                         | Miejsce      |
| 51           | Greg Van Avermaet (BEL)        | 4.           |
| 52           | Michael Schär (SUI)            | 51.          |
| 53           | Jakub Mareczko (ITA)           | DNF-7        |
| 54           | Josef Černý (CZE)              | DNF-7        |
| 56           | Łukasz Wiśniowski (POL)        | 62.          |
| 57           | Guillaume Van Keirsbulck (BEL) | 63.          |
| 60           | Gijs Van Hoecke (BEL)          | 64.          |

| Mitchelton-Scott MTS | Mitchelton-Scott MTS   | Mitchelton-Scott MTS |
| -------------------- | ---------------------- | -------------------- |
| Nr                   | Kolarz                 | Miejsce              |
| 61                   | Michael Albasini (SUI) | 58.                  |
| 62                   | Edoardo Affini (ITA)   | 60.                  |
| 63                   | Jack Bauer (NZL)       | 36.                  |
| 64                   | Cameron Meyer (AUS)    | 41.                  |
| 65                   | Callum Scotson (AUS)   | 52.                  |
| 66                   | Dion Smith (NZL)       | 14.                  |
| 67                   | Robert Stannard (AUS)  | 39.                  |

| Team Ineos INS | Team Ineos INS             | Team Ineos INS |
| -------------- | -------------------------- | -------------- |
| Nr             | Kolarz                     | Miejsce        |
| 71             | Dylan van Baarle (NED)     | 18.            |
| 72             | Filippo Ganna (ITA)        | DNF-7          |
| 73             | Kristoffer Halvorsen (NOR) | 71.            |
| 74             | Christian Knees (GER)      | 69.            |
| 75             | Christopher Lawless (GBR)  | DNF-2          |
| 77             | Leonardo Basso (ITA)       | 72.            |
| 80             | Michał Gołaś (POL)         | 29.            |

| Team Sunweb SUN | Team Sunweb SUN            | Team Sunweb SUN |
| --------------- | -------------------------- | --------------- |
| Nr              | Kolarz                     | Miejsce         |
| 81              | Jan Bakelants (BEL)        | 27.             |
| 82              | Roy Curvers (NED)          | DNF-7           |
| 83              | Marc Hirschi (SUI)         | 5.              |
| 84              | Søren Kragh Andersen (DEN) | DNF-7           |
| 85              | Joris Nieuwenhuis (NED)    | 46.             |
| 86              | Casper Pedersen (DEN)      | 42.             |
| 87              | Martijn Tusveld (NED)      | 21.             |

| Trek-Segafredo TFS | Trek-Segafredo TFS     | Trek-Segafredo TFS |
| ------------------ | ---------------------- | ------------------ |
| Nr                 | Kolarz                 | Miejsce            |
| 91                 | Edward Theuns (BEL)    | 73.                |
| 92                 | Fabio Felline (ITA)    | 11.                |
| 93                 | Alex Frame (NZL)       | DNF-7              |
| 94                 | Alex Kirsch (LUX)      | DNF-7              |
| 95                 | Matteo Moschetti (ITA) | DNF-7              |
| 96                 | Fumiyuki Beppu (JPN)   | 95.                |
| 97                 | Mads Pedersen (DEN)    | 37.                |

| UAE Team Emirates UAD | UAE Team Emirates UAD       | UAE Team Emirates UAD |
| --------------------- | --------------------------- | --------------------- |
| Nr                    | Kolarz                      | Miejsce               |
| 101                   | Jasper Philipsen (BEL)      | 53.                   |
| 102                   | Roberto Ferrari (ITA)       | 87.                   |
| 103                   | Marco Marcato (ITA)         | 20.                   |
| 104                   | Juan Sebastián Molano (COL) | DNF-7                 |
| 105                   | Rui Oliveira (POR)          | 101.                  |
| 106                   | Tom Bohli (SUI)             | 94.                   |
| 107                   | Oliviero Troia (ITA)        | DNF-7                 |

| Bora-Hansgrohe BOH | Bora-Hansgrohe BOH        | Bora-Hansgrohe BOH |
| ------------------ | ------------------------- | ------------------ |
| Nr                 | Kolarz                    | Miejsce            |
| 111                | Sam Bennett (IRL) (szosa) | 61.                |
| 112                | Marcus Burghardt (GER)    | 103.               |
| 113                | Jean-Pierre Drucker (LUX) | 47.                |
| 114                | Oscar Gatto (ITA)         | DNF-7              |
| 115                | Jay McCarthy (AUS)        | 19.                |
| 116                | Daniel Oss (ITA)          | DNF-4              |
| 117                | Lukas Pöstlberger (AUT)   | 25.                |

| Dimension Data TDD | Dimension Data TDD                | Dimension Data TDD |
| ------------------ | --------------------------------- | ------------------ |
| Nr                 | Kolarz                            | Miejsce            |
| 121                | Michael Valgren (DEN)             | 10.                |
| 122                | Ryan Gibbons (RSA)                | 65.                |
| 123                | Reinardt Janse van Rensburg (RSA) | 17.                |
| 124                | Mark Renshaw (AUS)                | DNF-7              |
| 125                | Lars Bak (DEN)                    | DNF-7              |
| 126                | Rasmus Tiller (NOR)               | DNF-2              |
| 127                | Julien Vermote (BEL)              | 66.                |

| EF Education First EF1 | EF Education First EF1    | EF Education First EF1 |
| ---------------------- | ------------------------- | ---------------------- |
| Nr                     | Kolarz                    | Miejsce                |
| 131                    | Simon Clarke (AUS)        | 9.                     |
| 132                    | Moreno Hofland (NED)      | DNS-6                  |
| 133                    | Mitchell Docker (AUS)     | 57.                    |
| 134                    | Sacha Modolo (ITA)        | DNF-7                  |
| 135                    | Logan Owen (USA)          | DNS-5                  |
| 136                    | Julius van den Berg (NED) | DNF-7                  |
| 137                    | Sep Vanmarcke (BEL)       | 12.                    |

| Groupama-FDJ GFC | Groupama-FDJ GFC       | Groupama-FDJ GFC |
| ---------------- | ---------------------- | ---------------- |
| Nr               | Kolarz                 | Miejsce          |
| 141              | Arnaud Démare (FRA)    | 100.             |
| 142              | Kevin Geniets (LUX)    | 31.              |
| 144              | Stefan Küng (SUI)      | 8.               |
| 145              | Valentin Madouas (FRA) | 38.              |
| 146              | Miles Scotson (AUS)    | DNF-7            |
| 147              | Ramon Sinkeldam (NED)  | DNF-7            |
| 150              | Olivier Le Gac (FRA)   | DNS-4            |

| Katusha-Alpecin TKA | Katusha-Alpecin TKA        | Katusha-Alpecin TKA |
| ------------------- | -------------------------- | ------------------- |
| Nr                  | Kolarz                     | Miejsce             |
| 151                 | Reto Hollenstein (SUI)     | 81.                 |
| 152                 | Ruben Guerreiro (POR)      | 16.                 |
| 153                 | Jenthe Biermans (BEL)      | 32.                 |
| 155                 | Wiaczesław Kuzniecow (RUS) | 76.                 |
| 156                 | Willie Smit (RSA)          | 34.                 |
| 157                 | Harry Tanfield (GBR)       | DNF-7               |
| 158                 | Jens Debusschere (BEL)     | 80.                 |

| AG2R La Mondiale ALM | AG2R La Mondiale ALM     | AG2R La Mondiale ALM |
| -------------------- | ------------------------ | -------------------- |
| Nr                   | Kolarz                   | Miejsce              |
| 161                  | Oliver Naesen (BEL)      | 2.                   |
| 162                  | Nico Denz (GER)          | 28.                  |
| 163                  | Julien Duval (FRA)       | 89.                  |
| 164                  | Dorian Godon (FRA)       | DNF-7                |
| 165                  | Larry Warbasse (USA)     | 35.                  |
| 166                  | Gediminas Bagdonas (LTU) | DNF-7                |
| 167                  | Stijn Vandenbergh (BEL)  | 86.                  |

| Astana AST | Astana AST              | Astana AST |
| ---------- | ----------------------- | ---------- |
| Nr         | Kolarz                  | Miejsce    |
| 171        | Laurens De Vreese (BEL) | 96.        |
| 172        | Żandos Biżygitow (KAZ)  | 49.        |
| 173        | Davide Ballerini (ITA)  | 43.        |
| 174        | Jewgienij Gidicz (KAZ)  | DNF-7      |
| 175        | Dmitrij Gruzdiew (KAZ)  | 82.        |
| 177        | Artiom Zacharow (KAZ)   | 92.        |
| 178        | Manuele Boaro (ITA)     | DNF-7      |

| Roompot-Charles ROC | Roompot-Charles ROC        | Roompot-Charles ROC |
| ------------------- | -------------------------- | ------------------- |
| Nr                  | Kolarz                     | Miejsce             |
| 181                 | Lars Boom (NED)            | 67.                 |
| 182                 | Jesper Asselman (NED)      | 54.                 |
| 184                 | Senne Leysen (BEL)         | DNF-7               |
| 185                 | Boy van Poppel (NED)       | 78.                 |
| 186                 | Jan-Willem van Schip (NED) | 75.                 |
| 187                 | Oscar Riesebeek (NED)      | 85.                 |
| 190                 | Stijn Steels (BEL)         | 83.                 |

| Sport Vlaanderen-Baloise SVB | Sport Vlaanderen-Baloise SVB | Sport Vlaanderen-Baloise SVB |
| ---------------------------- | ---------------------------- | ---------------------------- |
| Nr                           | Kolarz                       | Miejsce                      |
| 191                          | Amaury Capiot (BEL)          | 40.                          |
| 192                          | Piet Allegaert (BEL)         | 45.                          |
| 193                          | Milan Menten (BEL)           | 44.                          |
| 194                          | Edward Planckaert (BEL)      | 98.                          |
| 195                          | Thomas Sprengers (BEL)       | 30.                          |
| 196                          | Dries Van Gestel (BEL)       | 88.                          |
| 200                          | Aaron Verwilst (BEL)         | 97.                          |

| Wanty-Gobert WGG | Wanty-Gobert WGG           | Wanty-Gobert WGG |
| ---------------- | -------------------------- | ---------------- |
| Nr               | Kolarz                     | Miejsce          |
| 201              | Xandro Meurisse (BEL)      | DNF-3            |
| 202              | Aimé De Gendt (BEL)        | 55.              |
| 203              | Tom Devriendt (BEL)        | DNF-7            |
| 204              | Timothy Dupont (BEL)       | 74.              |
| 205              | Wesley Kreder (NED)        | 79.              |
| 206              | Pieter Vanspeybrouck (BEL) | DNF-4            |
| 210              | Boris Vallée (BEL)         | 68.              |

| Wallonie Bruxelles WVA | Wallonie Bruxelles WVA    | Wallonie Bruxelles WVA |
| ---------------------- | ------------------------- | ---------------------- |
| Nr                     | Kolarz                    | Miejsce                |
| 211                    | Baptiste Planckaert (BEL) | 91.                    |
| 212                    | Kenny Dehaes (BEL)        | DNF-1                  |
| 213                    | Eliot Lietaer (BEL)       | DNF-5                  |
| 215                    | Ludovic Robeet (BEL)      | 93.                    |
| 216                    | Lionel Taminiaux (BEL)    | DNF-7                  |
| 217                    | Lukas Spengler (SUI)      | DNF-4                  |
| 218                    | Aksel Nõmmela (EST)       | 77.                    |

| Total Direct Énergie TDE | Total Direct Énergie TDE | Total Direct Énergie TDE |
| ------------------------ | ------------------------ | ------------------------ |
| Nr                       | Kolarz                   | Miejsce                  |
| 221                      | Angelo Tulik (FRA)       | DNF-7                    |
| 222                      | Romain Cardis (FRA)      | DNS-5                    |
| 223                      | Damien Gaudin (FRA)      | DNF-7                    |
| 224                      | Pim Ligthart (NED)       | DNF-7                    |
| 225                      | Adrien Petit (FRA)       | DNF-7                    |
| 226                      | Alexandre Pichot (FRA)   | 104.                     |
| 227                      | Thomas Boudat (FRA)      | 70.                      |

| Bahrain-Merida TBM | Bahrain-Merida TBM        | Bahrain-Merida TBM |
| ------------------ | ------------------------- | ------------------ |
| Nr                 | Kolarz                    | Miejsce            |
| 1                  | Phil Bauhaus (GER)        | DNF-5              |
| 2                  | Valerio Agnoli (ITA)      | DNF-1              |
| 3                  | Grega Bole (SLO)          | 102.               |
| 5                  | Iván García Cortina (ESP) | 7.                 |
| 6                  | Heinrich Haussler (AUS)   | DNS-6              |
| 7                  | Marcel Sieberg (GER)      | 84.                |
| 10                 | Wang Meiyin (CHN)         | DNF-7              |

| Deceuninck-Quick Step DQT | Deceuninck-Quick Step DQT | Deceuninck-Quick Step DQT |
| ------------------------- | ------------------------- | ------------------------- |
| Nr                        | Kolarz                    | Miejsce                   |
| 11                        | Philippe Gilbert (BEL)    | 13.                       |
| 12                        | Tim Declercq (BEL)        | 33.                       |
| 13                        | Álvaro Hodeg (COL)        | DNF-7                     |
| 14                        | Bob Jungels (LUX) (szosa) | DNF-7                     |
| 15                        | Iljo Keisse (BEL)         | DNF-7                     |
| 16                        | Florian Sénéchal (FRA)    | 23.                       |
| 17                        | Zdeněk Štybar (CZE)       | 15.                       |

| Lotto-Soudal LTS | Lotto-Soudal LTS        | Lotto-Soudal LTS |
| ---------------- | ----------------------- | ---------------- |
| Nr               | Kolarz                  | Miejsce          |
| 21               | Tim Wellens (BEL)       | 3.               |
| 23               | Stan Dewulf (BEL)       | 24.              |
| 24               | Frederik Frison (BEL)   | DNF-7            |
| 25               | Nikolas Maes (BEL)      | 56.              |
| 27               | Maxime Monfort (BEL)    | 22.              |
| 29               | Rémy Mertz (BEL)        | DNF-7            |
| 30               | Brian van Goethem (NED) | DNF-7            |

| Team Jumbo-Visma TJV | Team Jumbo-Visma TJV    | Team Jumbo-Visma TJV |
| -------------------- | ----------------------- | -------------------- |
| Nr                   | Kolarz                  | Miejsce              |
| 31                   | Dylan Groenewegen (NED) | DNS-6                |
| 32                   | Laurens De Plus (BEL)   | 1.                   |
| 33                   | Paul Martens (GER)      | 99.                  |
| 34                   | Timo Roosen (NED)       | 67.                  |
| 35                   | Mike Teunissen (NED)    | 6.                   |
| 36                   | Jos van Emden (NED)     | 78.                  |
| 37                   | Maarten Wynants (BEL)   | DNF-2                |

| Movistar Team MOV | Movistar Team MOV      | Movistar Team MOV |
| ----------------- | ---------------------- | ----------------- |
| Nr                | Kolarz                 | Miejsce           |
| 41                | Jürgen Roelandts (BEL) | 90.               |
| 42                | Héctor Carretero (ESP) | DNF-7             |
| 43                | Jaime Castrillo (ESP)  | DNF-7             |
| 44                | Lluís Mas (ESP)        | DNF-7             |
| 46                | Jasha Sütterlin (GER)  | 48.               |
| 47                | Carlos Verona (ESP)    | 50.               |
| 49                | Winner Anacona (COL)   | DNF-1             |

| CCC Team CCC | CCC Team CCC                   | CCC Team CCC |
| ------------ | ------------------------------ | ------------ |
| Nr           | Kolarz                         | Miejsce      |
| 51           | Greg Van Avermaet (BEL)        | 4.           |
| 52           | Michael Schär (SUI)            | 51.          |
| 53           | Jakub Mareczko (ITA)           | DNF-7        |
| 54           | Josef Černý (CZE)              | DNF-7        |
| 56           | Łukasz Wiśniowski (POL)        | 62.          |
| 57           | Guillaume Van Keirsbulck (BEL) | 63.          |
| 60           | Gijs Van Hoecke (BEL)          | 64.          |

| Mitchelton-Scott MTS | Mitchelton-Scott MTS   | Mitchelton-Scott MTS |
| -------------------- | ---------------------- | -------------------- |
| Nr                   | Kolarz                 | Miejsce              |
| 61                   | Michael Albasini (SUI) | 58.                  |
| 62                   | Edoardo Affini (ITA)   | 60.                  |
| 63                   | Jack Bauer (NZL)       | 36.                  |
| 64                   | Cameron Meyer (AUS)    | 41.                  |
| 65                   | Callum Scotson (AUS)   | 52.                  |
| 66                   | Dion Smith (NZL)       | 14.                  |
| 67                   | Robert Stannard (AUS)  | 39.                  |

| Team Ineos INS | Team Ineos INS             | Team Ineos INS |
| -------------- | -------------------------- | -------------- |
| Nr             | Kolarz                     | Miejsce        |
| 71             | Dylan van Baarle (NED)     | 18.            |
| 72             | Filippo Ganna (ITA)        | DNF-7          |
| 73             | Kristoffer Halvorsen (NOR) | 71.            |
| 74             | Christian Knees (GER)      | 69.            |
| 75             | Christopher Lawless (GBR)  | DNF-2          |
| 77             | Leonardo Basso (ITA)       | 72.            |
| 80             | Michał Gołaś (POL)         | 29.            |

| Team Sunweb SUN | Team Sunweb SUN            | Team Sunweb SUN |
| --------------- | -------------------------- | --------------- |
| Nr              | Kolarz                     | Miejsce         |
| 81              | Jan Bakelants (BEL)        | 27.             |
| 82              | Roy Curvers (NED)          | DNF-7           |
| 83              | Marc Hirschi (SUI)         | 5.              |
| 84              | Søren Kragh Andersen (DEN) | DNF-7           |
| 85              | Joris Nieuwenhuis (NED)    | 46.             |
| 86              | Casper Pedersen (DEN)      | 42.             |
| 87              | Martijn Tusveld (NED)      | 21.             |

| Trek-Segafredo TFS | Trek-Segafredo TFS     | Trek-Segafredo TFS |
| ------------------ | ---------------------- | ------------------ |
| Nr                 | Kolarz                 | Miejsce            |
| 91                 | Edward Theuns (BEL)    | 73.                |
| 92                 | Fabio Felline (ITA)    | 11.                |
| 93                 | Alex Frame (NZL)       | DNF-7              |
| 94                 | Alex Kirsch (LUX)      | DNF-7              |
| 95                 | Matteo Moschetti (ITA) | DNF-7              |
| 96                 | Fumiyuki Beppu (JPN)   | 95.                |
| 97                 | Mads Pedersen (DEN)    | 37.                |

| UAE Team Emirates UAD | UAE Team Emirates UAD       | UAE Team Emirates UAD |
| --------------------- | --------------------------- | --------------------- |
| Nr                    | Kolarz                      | Miejsce               |
| 101                   | Jasper Philipsen (BEL)      | 53.                   |
| 102                   | Roberto Ferrari (ITA)       | 87.                   |
| 103                   | Marco Marcato (ITA)         | 20.                   |
| 104                   | Juan Sebastián Molano (COL) | DNF-7                 |
| 105                   | Rui Oliveira (POR)          | 101.                  |
| 106                   | Tom Bohli (SUI)             | 94.                   |
| 107                   | Oliviero Troia (ITA)        | DNF-7                 |

| Bora-Hansgrohe BOH | Bora-Hansgrohe BOH        | Bora-Hansgrohe BOH |
| ------------------ | ------------------------- | ------------------ |
| Nr                 | Kolarz                    | Miejsce            |
| 111                | Sam Bennett (IRL) (szosa) | 61.                |
| 112                | Marcus Burghardt (GER)    | 103.               |
| 113                | Jean-Pierre Drucker (LUX) | 47.                |
| 114                | Oscar Gatto (ITA)         | DNF-7              |
| 115                | Jay McCarthy (AUS)        | 19.                |
| 116                | Daniel Oss (ITA)          | DNF-4              |
| 117                | Lukas Pöstlberger (AUT)   | 25.                |

| Dimension Data TDD | Dimension Data TDD                | Dimension Data TDD |
| ------------------ | --------------------------------- | ------------------ |
| Nr                 | Kolarz                            | Miejsce            |
| 121                | Michael Valgren (DEN)             | 10.                |
| 122                | Ryan Gibbons (RSA)                | 65.                |
| 123                | Reinardt Janse van Rensburg (RSA) | 17.                |
| 124                | Mark Renshaw (AUS)                | DNF-7              |
| 125                | Lars Bak (DEN)                    | DNF-7              |
| 126                | Rasmus Tiller (NOR)               | DNF-2              |
| 127                | Julien Vermote (BEL)              | 66.                |

| EF Education First EF1 | EF Education First EF1    | EF Education First EF1 |
| ---------------------- | ------------------------- | ---------------------- |
| Nr                     | Kolarz                    | Miejsce                |
| 131                    | Simon Clarke (AUS)        | 9.                     |
| 132                    | Moreno Hofland (NED)      | DNS-6                  |
| 133                    | Mitchell Docker (AUS)     | 57.                    |
| 134                    | Sacha Modolo (ITA)        | DNF-7                  |
| 135                    | Logan Owen (USA)          | DNS-5                  |
| 136                    | Julius van den Berg (NED) | DNF-7                  |
| 137                    | Sep Vanmarcke (BEL)       | 12.                    |

| Groupama-FDJ GFC | Groupama-FDJ GFC       | Groupama-FDJ GFC |
| ---------------- | ---------------------- | ---------------- |
| Nr               | Kolarz                 | Miejsce          |
| 141              | Arnaud Démare (FRA)    | 100.             |
| 142              | Kevin Geniets (LUX)    | 31.              |
| 144              | Stefan Küng (SUI)      | 8.               |
| 145              | Valentin Madouas (FRA) | 38.              |
| 146              | Miles Scotson (AUS)    | DNF-7            |
| 147              | Ramon Sinkeldam (NED)  | DNF-7            |
| 150              | Olivier Le Gac (FRA)   | DNS-4            |

| Katusha-Alpecin TKA | Katusha-Alpecin TKA        | Katusha-Alpecin TKA |
| ------------------- | -------------------------- | ------------------- |
| Nr                  | Kolarz                     | Miejsce             |
| 151                 | Reto Hollenstein (SUI)     | 81.                 |
| 152                 | Ruben Guerreiro (POR)      | 16.                 |
| 153                 | Jenthe Biermans (BEL)      | 32.                 |
| 155                 | Wiaczesław Kuzniecow (RUS) | 76.                 |
| 156                 | Willie Smit (RSA)          | 34.                 |
| 157                 | Harry Tanfield (GBR)       | DNF-7               |
| 158                 | Jens Debusschere (BEL)     | 80.                 |

| AG2R La Mondiale ALM | AG2R La Mondiale ALM     | AG2R La Mondiale ALM |
| -------------------- | ------------------------ | -------------------- |
| Nr                   | Kolarz                   | Miejsce              |
| 161                  | Oliver Naesen (BEL)      | 2.                   |
| 162                  | Nico Denz (GER)          | 28.                  |
| 163                  | Julien Duval (FRA)       | 89.                  |
| 164                  | Dorian Godon (FRA)       | DNF-7                |
| 165                  | Larry Warbasse (USA)     | 35.                  |
| 166                  | Gediminas Bagdonas (LTU) | DNF-7                |
| 167                  | Stijn Vandenbergh (BEL)  | 86.                  |

| Astana AST | Astana AST              | Astana AST |
| ---------- | ----------------------- | ---------- |
| Nr         | Kolarz                  | Miejsce    |
| 171        | Laurens De Vreese (BEL) | 96.        |
| 172        | Żandos Biżygitow (KAZ)  | 49.        |
| 173        | Davide Ballerini (ITA)  | 43.        |
| 174        | Jewgienij Gidicz (KAZ)  | DNF-7      |
| 175        | Dmitrij Gruzdiew (KAZ)  | 82.        |
| 177        | Artiom Zacharow (KAZ)   | 92.        |
| 178        | Manuele Boaro (ITA)     | DNF-7      |

| Roompot-Charles ROC | Roompot-Charles ROC        | Roompot-Charles ROC |
| ------------------- | -------------------------- | ------------------- |
| Nr                  | Kolarz                     | Miejsce             |
| 181                 | Lars Boom (NED)            | 67.                 |
| 182                 | Jesper Asselman (NED)      | 54.                 |
| 184                 | Senne Leysen (BEL)         | DNF-7               |
| 185                 | Boy van Poppel (NED)       | 78.                 |
| 186                 | Jan-Willem van Schip (NED) | 75.                 |
| 187                 | Oscar Riesebeek (NED)      | 85.                 |
| 190                 | Stijn Steels (BEL)         | 83.                 |

| Sport Vlaanderen-Baloise SVB | Sport Vlaanderen-Baloise SVB | Sport Vlaanderen-Baloise SVB |
| ---------------------------- | ---------------------------- | ---------------------------- |
| Nr                           | Kolarz                       | Miejsce                      |
| 191                          | Amaury Capiot (BEL)          | 40.                          |
| 192                          | Piet Allegaert (BEL)         | 45.                          |
| 193                          | Milan Menten (BEL)           | 44.                          |
| 194                          | Edward Planckaert (BEL)      | 98.                          |
| 195                          | Thomas Sprengers (BEL)       | 30.                          |
| 196                          | Dries Van Gestel (BEL)       | 88.                          |
| 200                          | Aaron Verwilst (BEL)         | 97.                          |

| Wanty-Gobert WGG | Wanty-Gobert WGG           | Wanty-Gobert WGG |
| ---------------- | -------------------------- | ---------------- |
| Nr               | Kolarz                     | Miejsce          |
| 201              | Xandro Meurisse (BEL)      | DNF-3            |
| 202              | Aimé De Gendt (BEL)        | 55.              |
| 203              | Tom Devriendt (BEL)        | DNF-7            |
| 204              | Timothy Dupont (BEL)       | 74.              |
| 205              | Wesley Kreder (NED)        | 79.              |
| 206              | Pieter Vanspeybrouck (BEL) | DNF-4            |
| 210              | Boris Vallée (BEL)         | 68.              |

| Wallonie Bruxelles WVA | Wallonie Bruxelles WVA    | Wallonie Bruxelles WVA |
| ---------------------- | ------------------------- | ---------------------- |
| Nr                     | Kolarz                    | Miejsce                |
| 211                    | Baptiste Planckaert (BEL) | 91.                    |
| 212                    | Kenny Dehaes (BEL)        | DNF-1                  |
| 213                    | Eliot Lietaer (BEL)       | DNF-5                  |
| 215                    | Ludovic Robeet (BEL)      | 93.                    |
| 216                    | Lionel Taminiaux (BEL)    | DNF-7                  |
| 217                    | Lukas Spengler (SUI)      | DNF-4                  |
| 218                    | Aksel Nõmmela (EST)       | 77.                    |

| Total Direct Énergie TDE | Total Direct Énergie TDE | Total Direct Énergie TDE |
| ------------------------ | ------------------------ | ------------------------ |
| Nr                       | Kolarz                   | Miejsce                  |
| 221                      | Angelo Tulik (FRA)       | DNF-7                    |
| 222                      | Romain Cardis (FRA)      | DNS-5                    |
| 223                      | Damien Gaudin (FRA)      | DNF-7                    |
| 224                      | Pim Ligthart (NED)       | DNF-7                    |
| 225                      | Adrien Petit (FRA)       | DNF-7                    |
| 226                      | Alexandre Pichot (FRA)   | 104.                     |
| 227                      | Thomas Boudat (FRA)      | 70.                      |

## Wyniki etapów

### Etap 1
| \| Klasyfikacja etapu \| Klasyfikacja etapu \| Klasyfikacja etapu \| Klasyfikacja etapu \| Klasyfikacja etapu \| \| Kolarz \| Kolarz \| Państwo \| Drużyna \| Czas \| \| ------------------ \| -------------------- \| ------------------ \| ------------------------ \| ------------------ \| \| 1. \| Sam Bennett \| Irlandia \| Bora-Hansgrohe \| 3h 37' 15" \| \| 2. \| Edward Theuns \| Belgia \| Trek-Segafredo \| + 0" \| \| 3. \| Mike Teunissen \| Holandia \| Team Jumbo-Visma \| + 0" \| \| 4. \| Jasper Philipsen \| Belgia \| UAE Team Emirates \| + 0" \| \| 5. \| Phil Bauhaus \| Niemcy \| Bahrain-Merida \| + 0" \| \| 6. \| Timothy Dupont \| Belgia \| Wanty-Gobert \| + 0" \| \| 7. \| Dylan Groenewegen \| Holandia \| Team Jumbo-Visma \| + 0" \| \| 8. \| Kristoffer Halvorsen \| Norwegia \| Team Ineos \| + 0" \| \| 9. \| Álvaro Hodeg \| Kolumbia \| Deceuninck-Quick Step \| + 0" \| \| 10. \| Amaury Capiot \| Belgia \| Sport Vlaanderen-Baloise \| + 0" \| |                      |          |                          |            |
| |                      |          |                          |            |
| |                      |          |                          |            |
| Klasyfikacja etapu |                      |          |                          |            |
| Kolarz | Kolarz               | Państwo  | Drużyna                  | Czas       |
| 1. | Sam Bennett          | Irlandia | Bora-Hansgrohe           | 3h 37' 15" |
| 2. | Edward Theuns        | Belgia   | Trek-Segafredo           | + 0"       |
| 3. | Mike Teunissen       | Holandia | Team Jumbo-Visma         | + 0"       |
| 4. | Jasper Philipsen     | Belgia   | UAE Team Emirates        | + 0"       |
| 5. | Phil Bauhaus         | Niemcy   | Bahrain-Merida           | + 0"       |
| 6. | Timothy Dupont       | Belgia   | Wanty-Gobert             | + 0"       |
| 7. | Dylan Groenewegen    | Holandia | Team Jumbo-Visma         | + 0"       |
| 8. | Kristoffer Halvorsen | Norwegia | Team Ineos               | + 0"       |
| 9. | Álvaro Hodeg         | Kolumbia | Deceuninck-Quick Step    | + 0"       |
| 10. | Amaury Capiot        | Belgia   | Sport Vlaanderen-Baloise | + 0"       |

| \| Klasyfikacja generalna \| Klasyfikacja generalna \| Klasyfikacja generalna \| Klasyfikacja generalna \| Klasyfikacja generalna \| \| Kolarz \| Kolarz \| Państwo \| Drużyna \| Czas \| \| ---------------------- \| ---------------------- \| ---------------------- \| ---------------------- \| ---------------------- \| \| 1. \| Sam Bennett \| Irlandia \| Bora-Hansgrohe \| 3h 37' 05" \| \| 2. \| Łukasz Wiśniowski \| Polska \| CCC Team \| + 2" \| \| 3. \| Lars Bak \| Dania \| Dimension Data \| + 3" \| \| 4. \| Edward Theuns \| Belgia \| Trek-Segafredo \| + 4" \| \| 5. \| Mike Teunissen \| Holandia \| Team Jumbo-Visma \| + 6" \| \| 6. \| Baptiste Planckaert \| Belgia \| Wallonie Bruxelles \| + 7" \| \| 7. \| Jasper Philipsen \| Belgia \| UAE Team Emirates \| + 10" \| \| 8. \| Phil Bauhaus \| Niemcy \| Bahrain-Merida \| + 10" \| \| 9. \| Timothy Dupont \| Belgia \| Wanty-Gobert \| + 10" \| \| 10. \| Dylan Groenewegen \| Holandia \| Team Jumbo-Visma \| + 10" \| |                     |          |                    |            |
| |                     |          |                    |            |
| |                     |          |                    |            |
| Klasyfikacja generalna |                     |          |                    |            |
| Kolarz | Kolarz              | Państwo  | Drużyna            | Czas       |
| 1. | Sam Bennett         | Irlandia | Bora-Hansgrohe     | 3h 37' 05" |
| 2. | Łukasz Wiśniowski   | Polska   | CCC Team           | + 2"       |
| 3. | Lars Bak            | Dania    | Dimension Data     | + 3"       |
| 4. | Edward Theuns       | Belgia   | Trek-Segafredo     | + 4"       |
| 5. | Mike Teunissen      | Holandia | Team Jumbo-Visma   | + 6"       |
| 6. | Baptiste Planckaert | Belgia   | Wallonie Bruxelles | + 7"       |
| 7. | Jasper Philipsen    | Belgia   | UAE Team Emirates  | + 10"      |
| 8. | Phil Bauhaus        | Niemcy   | Bahrain-Merida     | + 10"      |
| 9. | Timothy Dupont      | Belgia   | Wanty-Gobert       | + 10"      |
| 10. | Dylan Groenewegen   | Holandia | Team Jumbo-Visma   | + 10"      |

### Etap 2
| \| Klasyfikacja etapu \| Klasyfikacja etapu \| Klasyfikacja etapu \| Klasyfikacja etapu \| Klasyfikacja etapu \| \| Kolarz \| Kolarz \| Państwo \| Drużyna \| Czas \| \| ------------------ \| -------------------- \| ------------------ \| ------------------------ \| ------------------ \| \| 1. \| Sam Bennett \| Irlandia \| Bora-Hansgrohe \| 3h 45' 20" \| \| 2. \| Jasper Philipsen \| Belgia \| UAE Team Emirates \| + 0" \| \| 3. \| Dylan Groenewegen \| Holandia \| Team Jumbo-Visma \| + 0" \| \| 4. \| Kristoffer Halvorsen \| Norwegia \| Team Ineos \| + 0" \| \| 5. \| Álvaro Hodeg \| Kolumbia \| Deceuninck-Quick Step \| + 0" \| \| 6. \| Amaury Capiot \| Belgia \| Sport Vlaanderen-Baloise \| + 0" \| \| 7. \| Phil Bauhaus \| Niemcy \| Bahrain-Merida \| + 0" \| \| 8. \| Nikolas Maes \| Belgia \| Lotto-Soudal \| + 0" \| \| 9. \| Arnaud Démare \| Francja \| Groupama-FDJ \| + 0" \| \| 10. \| Timothy Dupont \| Belgia \| Wanty-Gobert \| + 0" \| |                      |          |                          |            |
| |                      |          |                          |            |
| |                      |          |                          |            |
| Klasyfikacja etapu |                      |          |                          |            |
| Kolarz | Kolarz               | Państwo  | Drużyna                  | Czas       |
| 1. | Sam Bennett          | Irlandia | Bora-Hansgrohe           | 3h 45' 20" |
| 2. | Jasper Philipsen     | Belgia   | UAE Team Emirates        | + 0"       |
| 3. | Dylan Groenewegen    | Holandia | Team Jumbo-Visma         | + 0"       |
| 4. | Kristoffer Halvorsen | Norwegia | Team Ineos               | + 0"       |
| 5. | Álvaro Hodeg         | Kolumbia | Deceuninck-Quick Step    | + 0"       |
| 6. | Amaury Capiot        | Belgia   | Sport Vlaanderen-Baloise | + 0"       |
| 7. | Phil Bauhaus         | Niemcy   | Bahrain-Merida           | + 0"       |
| 8. | Nikolas Maes         | Belgia   | Lotto-Soudal             | + 0"       |
| 9. | Arnaud Démare        | Francja  | Groupama-FDJ             | + 0"       |
| 10. | Timothy Dupont       | Belgia   | Wanty-Gobert             | + 0"       |

| \| Klasyfikacja generalna \| Klasyfikacja generalna \| Klasyfikacja generalna \| Klasyfikacja generalna \| Klasyfikacja generalna \| \| Kolarz \| Kolarz \| Państwo \| Drużyna \| Czas \| \| ---------------------- \| ---------------------- \| ---------------------- \| ------------------------ \| ---------------------- \| \| 1. \| Sam Bennett \| Irlandia \| Bora-Hansgrohe \| 7h 27' 57" \| \| 2. \| Łukasz Wiśniowski \| Polska \| CCC Team \| + 12" \| \| 3. \| Josef Černý \| Czechy \| CCC Team \| + 13" \| \| 4. \| Lars Bak \| Dania \| Dimension Data \| + 13" \| \| 5. \| Jasper Philipsen \| Belgia \| UAE Team Emirates \| + 14" \| \| 6. \| Edward Theuns \| Belgia \| Trek-Segafredo \| + 14" \| \| 7. \| Robert Stannard \| Australia \| Mitchelton-Scott \| + 14" \| \| 8. \| Dylan Groenewegen \| Holandia \| Team Jumbo-Visma \| + 16" \| \| 9. \| Mike Teunissen \| Holandia \| Team Jumbo-Visma \| + 16" \| \| 10. \| Thomas Sprengers \| Belgia \| Sport Vlaanderen-Baloise \| + 17" \| |                   |           |                          |            |
| |                   |           |                          |            |
| |                   |           |                          |            |
| Klasyfikacja generalna |                   |           |                          |            |
| Kolarz | Kolarz            | Państwo   | Drużyna                  | Czas       |
| 1. | Sam Bennett       | Irlandia  | Bora-Hansgrohe           | 7h 27' 57" |
| 2. | Łukasz Wiśniowski | Polska    | CCC Team                 | + 12"      |
| 3. | Josef Černý       | Czechy    | CCC Team                 | + 13"      |
| 4. | Lars Bak          | Dania     | Dimension Data           | + 13"      |
| 5. | Jasper Philipsen  | Belgia    | UAE Team Emirates        | + 14"      |
| 6. | Edward Theuns     | Belgia    | Trek-Segafredo           | + 14"      |
| 7. | Robert Stannard   | Australia | Mitchelton-Scott         | + 14"      |
| 8. | Dylan Groenewegen | Holandia  | Team Jumbo-Visma         | + 16"      |
| 9. | Mike Teunissen    | Holandia  | Team Jumbo-Visma         | + 16"      |
| 10. | Thomas Sprengers  | Belgia    | Sport Vlaanderen-Baloise | + 17"      |

### Etap 3
| \| Klasyfikacja etapu \| Klasyfikacja etapu \| Klasyfikacja etapu \| Klasyfikacja etapu \| Klasyfikacja etapu \| \| Kolarz \| Kolarz \| Państwo \| Drużyna \| Czas \| \| ------------------ \| ------------------ \| ------------------ \| ------------------------ \| ------------------ \| \| 1. \| Sam Bennett \| Irlandia \| Bora-Hansgrohe \| 3h 48' 36" \| \| 2. \| Dylan Groenewegen \| Holandia \| Team Jumbo-Visma \| + 0" \| \| 3. \| Jasper Philipsen \| Belgia \| UAE Team Emirates \| + 0" \| \| 4. \| Jürgen Roelandts \| Belgia \| Movistar Team \| + 0" \| \| 5. \| Florian Sénéchal \| Francja \| Deceuninck-Quick Step \| + 0" \| \| 6. \| Edward Theuns \| Belgia \| Trek-Segafredo \| + 0" \| \| 7. \| Timothy Dupont \| Belgia \| Wanty-Gobert \| + 0" \| \| 8. \| Jakub Mareczko \| Włochy \| CCC Team \| + 0" \| \| 9. \| Arnaud Démare \| Francja \| Groupama-FDJ \| + 0" \| \| 10. \| Amaury Capiot \| Belgia \| Sport Vlaanderen-Baloise \| + 0" \| |                   |          |                          |            |
| |                   |          |                          |            |
| |                   |          |                          |            |
| Klasyfikacja etapu |                   |          |                          |            |
| Kolarz | Kolarz            | Państwo  | Drużyna                  | Czas       |
| 1. | Sam Bennett       | Irlandia | Bora-Hansgrohe           | 3h 48' 36" |
| 2. | Dylan Groenewegen | Holandia | Team Jumbo-Visma         | + 0"       |
| 3. | Jasper Philipsen  | Belgia   | UAE Team Emirates        | + 0"       |
| 4. | Jürgen Roelandts  | Belgia   | Movistar Team            | + 0"       |
| 5. | Florian Sénéchal  | Francja  | Deceuninck-Quick Step    | + 0"       |
| 6. | Edward Theuns     | Belgia   | Trek-Segafredo           | + 0"       |
| 7. | Timothy Dupont    | Belgia   | Wanty-Gobert             | + 0"       |
| 8. | Jakub Mareczko    | Włochy   | CCC Team                 | + 0"       |
| 9. | Arnaud Démare     | Francja  | Groupama-FDJ             | + 0"       |
| 10. | Amaury Capiot     | Belgia   | Sport Vlaanderen-Baloise | + 0"       |

| \| Klasyfikacja generalna \| Klasyfikacja generalna \| Klasyfikacja generalna \| Klasyfikacja generalna \| Klasyfikacja generalna \| \| Kolarz \| Kolarz \| Państwo \| Drużyna \| Czas \| \| ---------------------- \| ------------------------ \| ---------------------- \| ---------------------- \| ---------------------- \| \| 1. \| Sam Bennett \| Irlandia \| Bora-Hansgrohe \| 11h 16' 23" \| \| 2. \| Jasper Philipsen \| Belgia \| UAE Team Emirates \| + 20" \| \| 3. \| Dylan Groenewegen \| Holandia \| Team Jumbo-Visma \| + 20" \| \| 4. \| Łukasz Wiśniowski \| Polska \| CCC Team \| + 22" \| \| 5. \| Guillaume Van Keirsbulck \| Belgia \| CCC Team \| + 22" \| \| 6. \| Lars Bak \| Dania \| Dimension Data \| + 23" \| \| 7. \| Josef Černý \| Czechy \| CCC Team \| + 23" \| \| 8. \| Harry Tanfield \| Wielka Brytania \| Katusha-Alpecin \| + 23" \| \| 9. \| Edward Theuns \| Belgia \| Trek-Segafredo \| + 24" \| \| 10. \| Robert Stannard \| Australia \| Mitchelton-Scott \| + 24" \| |                          |                 |                   |             |
| |                          |                 |                   |             |
| |                          |                 |                   |             |
| Klasyfikacja generalna |                          |                 |                   |             |
| Kolarz | Kolarz                   | Państwo         | Drużyna           | Czas        |
| 1. | Sam Bennett              | Irlandia        | Bora-Hansgrohe    | 11h 16' 23" |
| 2. | Jasper Philipsen         | Belgia          | UAE Team Emirates | + 20"       |
| 3. | Dylan Groenewegen        | Holandia        | Team Jumbo-Visma  | + 20"       |
| 4. | Łukasz Wiśniowski        | Polska          | CCC Team          | + 22"       |
| 5. | Guillaume Van Keirsbulck | Belgia          | CCC Team          | + 22"       |
| 6. | Lars Bak                 | Dania           | Dimension Data    | + 23"       |
| 7. | Josef Černý              | Czechy          | CCC Team          | + 23"       |
| 8. | Harry Tanfield           | Wielka Brytania | Katusha-Alpecin   | + 23"       |
| 9. | Edward Theuns            | Belgia          | Trek-Segafredo    | + 24"       |
| 10. | Robert Stannard          | Australia       | Mitchelton-Scott  | + 24"       |

### Etap 4
| \| Klasyfikacja etapu \| Klasyfikacja etapu \| Klasyfikacja etapu \| Klasyfikacja etapu \| Klasyfikacja etapu \| \| Kolarz \| Kolarz \| Państwo \| Drużyna \| Czas \| \| ------------------ \| -------------------- \| ------------------ \| ------------------ \| ------------------ \| \| 1. \| Tim Wellens \| Belgia \| Lotto-Soudal \| 2h 20' 41" \| \| 2. \| Marc Hirschi \| Szwajcaria \| Team Sunweb \| + 0" \| \| 3. \| Laurens De Plus \| Belgia \| Team Jumbo-Visma \| + 5" \| \| 4. \| Iván García Cortina \| Hiszpania \| Bahrain-Merida \| + 23" \| \| 5. \| Oliver Naesen \| Belgia \| AG2R La Mondiale \| + 23" \| \| 6. \| Michael Valgren \| Dania \| Dimension Data \| + 26" \| \| 7. \| Mike Teunissen \| Holandia \| Team Jumbo-Visma \| + 26" \| \| 8. \| Søren Kragh Andersen \| Dania \| Team Sunweb \| + 33" \| \| 9. \| Dion Smith \| Nowa Zelandia \| Mitchelton-Scott \| + 33" \| \| 10. \| Greg Van Avermaet \| Belgia \| CCC Team \| + 33" \| |                      |               |                  |            |
| |                      |               |                  |            |
| |                      |               |                  |            |
| Klasyfikacja etapu |                      |               |                  |            |
| Kolarz | Kolarz               | Państwo       | Drużyna          | Czas       |
| 1. | Tim Wellens          | Belgia        | Lotto-Soudal     | 2h 20' 41" |
| 2. | Marc Hirschi         | Szwajcaria    | Team Sunweb      | + 0"       |
| 3. | Laurens De Plus      | Belgia        | Team Jumbo-Visma | + 5"       |
| 4. | Iván García Cortina  | Hiszpania     | Bahrain-Merida   | + 23"      |
| 5. | Oliver Naesen        | Belgia        | AG2R La Mondiale | + 23"      |
| 6. | Michael Valgren      | Dania         | Dimension Data   | + 26"      |
| 7. | Mike Teunissen       | Holandia      | Team Jumbo-Visma | + 26"      |
| 8. | Søren Kragh Andersen | Dania         | Team Sunweb      | + 33"      |
| 9. | Dion Smith           | Nowa Zelandia | Mitchelton-Scott | + 33"      |
| 10. | Greg Van Avermaet    | Belgia        | CCC Team         | + 33"      |

| \| Klasyfikacja generalna \| Klasyfikacja generalna \| Klasyfikacja generalna \| Klasyfikacja generalna \| Klasyfikacja generalna \| \| Kolarz \| Kolarz \| Państwo \| Drużyna \| Czas \| \| ---------------------- \| ---------------------- \| ---------------------- \| ---------------------- \| ---------------------- \| \| 1. \| Tim Wellens \| Belgia \| Lotto-Soudal \| 13h 32' 46" \| \| 2. \| Marc Hirschi \| Szwajcaria \| Team Sunweb \| + 4" \| \| 3. \| Laurens De Plus \| Belgia \| Team Jumbo-Visma \| + 14" \| \| 4. \| Iván García Cortina \| Hiszpania \| Bahrain-Merida \| + 36" \| \| 5. \| Mike Teunissen \| Holandia \| Team Jumbo-Visma \| + 38" \| \| 6. \| Oliver Naesen \| Belgia \| AG2R La Mondiale \| + 39" \| \| 7. \| Michael Valgren \| Dania \| Dimension Data \| + 42" \| \| 8. \| Greg Van Avermaet \| Belgia \| CCC Team \| + 49" \| \| 9. \| Simon Clarke \| Australia \| EF Education First \| + 49" \| \| 10. \| Søren Kragh Andersen \| Dania \| Team Sunweb \| + 49" \| |                      |            |                    |             |
| |                      |            |                    |             |
| |                      |            |                    |             |
| Klasyfikacja generalna |                      |            |                    |             |
| Kolarz | Kolarz               | Państwo    | Drużyna            | Czas        |
| 1. | Tim Wellens          | Belgia     | Lotto-Soudal       | 13h 32' 46" |
| 2. | Marc Hirschi         | Szwajcaria | Team Sunweb        | + 4"        |
| 3. | Laurens De Plus      | Belgia     | Team Jumbo-Visma   | + 14"       |
| 4. | Iván García Cortina  | Hiszpania  | Bahrain-Merida     | + 36"       |
| 5. | Mike Teunissen       | Holandia   | Team Jumbo-Visma   | + 38"       |
| 6. | Oliver Naesen        | Belgia     | AG2R La Mondiale   | + 39"       |
| 7. | Michael Valgren      | Dania      | Dimension Data     | + 42"       |
| 8. | Greg Van Avermaet    | Belgia     | CCC Team           | + 49"       |
| 9. | Simon Clarke         | Australia  | EF Education First | + 49"       |
| 10. | Søren Kragh Andersen | Dania      | Team Sunweb        | + 49"       |

### Etap 5
| \| Klasyfikacja etapu \| Klasyfikacja etapu \| Klasyfikacja etapu \| Klasyfikacja etapu \| Klasyfikacja etapu \| \| Kolarz \| Kolarz \| Państwo \| Drużyna \| Czas \| \| ------------------ \| -------------------- \| ------------------ \| --------------------- \| ------------------ \| \| 1. \| Álvaro Hodeg \| Kolumbia \| Deceuninck-Quick Step \| 3h 54' 48" \| \| 2. \| Sam Bennett \| Irlandia \| Bora-Hansgrohe \| + 0" \| \| 3. \| Edward Theuns \| Belgia \| Trek-Segafredo \| + 0" \| \| 4. \| Timothy Dupont \| Belgia \| Wanty-Gobert \| + 0" \| \| 5. \| Arnaud Démare \| Francja \| Groupama-FDJ \| + 0" \| \| 6. \| Kristoffer Halvorsen \| Norwegia \| Team Ineos \| + 0" \| \| 7. \| Dylan Groenewegen \| Holandia \| Team Jumbo-Visma \| + 0" \| \| 8. \| Stan Dewulf \| Belgia \| Lotto-Soudal \| + 0" \| \| 9. \| Boris Vallée \| Belgia \| Wanty-Gobert \| + 0" \| \| 10. \| Boy van Poppel \| Holandia \| Roompot-Charles \| + 0" \| |                      |          |                       |            |
| |                      |          |                       |            |
| |                      |          |                       |            |
| Klasyfikacja etapu |                      |          |                       |            |
| Kolarz | Kolarz               | Państwo  | Drużyna               | Czas       |
| 1. | Álvaro Hodeg         | Kolumbia | Deceuninck-Quick Step | 3h 54' 48" |
| 2. | Sam Bennett          | Irlandia | Bora-Hansgrohe        | + 0"       |
| 3. | Edward Theuns        | Belgia   | Trek-Segafredo        | + 0"       |
| 4. | Timothy Dupont       | Belgia   | Wanty-Gobert          | + 0"       |
| 5. | Arnaud Démare        | Francja  | Groupama-FDJ          | + 0"       |
| 6. | Kristoffer Halvorsen | Norwegia | Team Ineos            | + 0"       |
| 7. | Dylan Groenewegen    | Holandia | Team Jumbo-Visma      | + 0"       |
| 8. | Stan Dewulf          | Belgia   | Lotto-Soudal          | + 0"       |
| 9. | Boris Vallée         | Belgia   | Wanty-Gobert          | + 0"       |
| 10. | Boy van Poppel       | Holandia | Roompot-Charles       | + 0"       |

| \| Klasyfikacja generalna \| Klasyfikacja generalna \| Klasyfikacja generalna \| Klasyfikacja generalna \| Klasyfikacja generalna \| \| Kolarz \| Kolarz \| Państwo \| Drużyna \| Czas \| \| ---------------------- \| ---------------------- \| ---------------------- \| ---------------------- \| ---------------------- \| \| 1. \| Tim Wellens \| Belgia \| Lotto-Soudal \| 17h 27' 34" \| \| 2. \| Marc Hirschi \| Szwajcaria \| Team Sunweb \| + 4" \| \| 3. \| Laurens De Plus \| Belgia \| Team Jumbo-Visma \| + 14" \| \| 4. \| Iván García Cortina \| Hiszpania \| Bahrain-Merida \| + 36" \| \| 5. \| Oliver Naesen \| Belgia \| AG2R La Mondiale \| + 39" \| \| 6. \| Michael Valgren \| Dania \| Dimension Data \| + 42" \| \| 7. \| Mike Teunissen \| Holandia \| Team Jumbo-Visma \| + 45" \| \| 8. \| Greg Van Avermaet \| Belgia \| CCC Team \| + 49" \| \| 9. \| Simon Clarke \| Australia \| EF Education First \| + 49" \| \| 10. \| Søren Kragh Andersen \| Dania \| Team Sunweb \| + 49" \| |                      |            |                    |             |
| |                      |            |                    |             |
| |                      |            |                    |             |
| Klasyfikacja generalna |                      |            |                    |             |
| Kolarz | Kolarz               | Państwo    | Drużyna            | Czas        |
| 1. | Tim Wellens          | Belgia     | Lotto-Soudal       | 17h 27' 34" |
| 2. | Marc Hirschi         | Szwajcaria | Team Sunweb        | + 4"        |
| 3. | Laurens De Plus      | Belgia     | Team Jumbo-Visma   | + 14"       |
| 4. | Iván García Cortina  | Hiszpania  | Bahrain-Merida     | + 36"       |
| 5. | Oliver Naesen        | Belgia     | AG2R La Mondiale   | + 39"       |
| 6. | Michael Valgren      | Dania      | Dimension Data     | + 42"       |
| 7. | Mike Teunissen       | Holandia   | Team Jumbo-Visma   | + 45"       |
| 8. | Greg Van Avermaet    | Belgia     | CCC Team           | + 49"       |
| 9. | Simon Clarke         | Australia  | EF Education First | + 49"       |
| 10. | Søren Kragh Andersen | Dania      | Team Sunweb        | + 49"       |

### Etap 6
| \| Klasyfikacja etapu \| Klasyfikacja etapu \| Klasyfikacja etapu \| Klasyfikacja etapu \| Klasyfikacja etapu \| \| Kolarz \| Kolarz \| Państwo \| Drużyna \| Czas \| \| ------------------ \| -------------------- \| ------------------ \| --------------------- \| ------------------ \| \| 1. \| Filippo Ganna \| Włochy \| Team Ineos \| 9' 16" \| \| 2. \| Edoardo Affini \| Włochy \| Mitchelton-Scott \| + 5" \| \| 3. \| Jos van Emden \| Holandia \| Team Jumbo-Visma \| + 8" \| \| 4. \| Stefan Küng \| Szwajcaria \| Groupama-FDJ \| + 11" \| \| 5. \| Harry Tanfield \| Wielka Brytania \| Katusha-Alpecin \| + 15" \| \| 6. \| Bob Jungels \| Luksemburg \| Deceuninck-Quick Step \| + 16" \| \| 7. \| Mads Pedersen \| Dania \| Trek-Segafredo \| + 16" \| \| 8. \| Søren Kragh Andersen \| Dania \| Team Sunweb \| + 16" \| \| 9. \| Laurens De Plus \| Belgia \| Team Jumbo-Visma \| + 18" \| \| 10. \| Tim Wellens \| Belgia \| Lotto-Soudal \| + 20" \| |                      |                 |                       |        |
| |                      |                 |                       |        |
| |                      |                 |                       |        |
| Klasyfikacja etapu |                      |                 |                       |        |
| Kolarz | Kolarz               | Państwo         | Drużyna               | Czas   |
| 1. | Filippo Ganna        | Włochy          | Team Ineos            | 9' 16" |
| 2. | Edoardo Affini       | Włochy          | Mitchelton-Scott      | + 5"   |
| 3. | Jos van Emden        | Holandia        | Team Jumbo-Visma      | + 8"   |
| 4. | Stefan Küng          | Szwajcaria      | Groupama-FDJ          | + 11"  |
| 5. | Harry Tanfield       | Wielka Brytania | Katusha-Alpecin       | + 15"  |
| 6. | Bob Jungels          | Luksemburg      | Deceuninck-Quick Step | + 16"  |
| 7. | Mads Pedersen        | Dania           | Trek-Segafredo        | + 16"  |
| 8. | Søren Kragh Andersen | Dania           | Team Sunweb           | + 16"  |
| 9. | Laurens De Plus      | Belgia          | Team Jumbo-Visma      | + 18"  |
| 10. | Tim Wellens          | Belgia          | Lotto-Soudal          | + 20"  |

| \| Klasyfikacja generalna \| Klasyfikacja generalna \| Klasyfikacja generalna \| Klasyfikacja generalna \| Klasyfikacja generalna \| \| Kolarz \| Kolarz \| Państwo \| Drużyna \| Czas \| \| ---------------------- \| ---------------------- \| ---------------------- \| ---------------------- \| ---------------------- \| \| 1. \| Tim Wellens \| Belgia \| Lotto-Soudal \| 17h 37' 10" \| \| 2. \| Marc Hirschi \| Szwajcaria \| Team Sunweb \| + 8" \| \| 3. \| Laurens De Plus \| Belgia \| Team Jumbo-Visma \| + 12" \| \| 4. \| Stefan Küng \| Szwajcaria \| Groupama-FDJ \| + 40" \| \| 5. \| Iván García Cortina \| Hiszpania \| Bahrain-Merida \| + 43" \| \| 6. \| Mike Teunissen \| Holandia \| Team Jumbo-Visma \| + 45" \| \| 7. \| Søren Kragh Andersen \| Dania \| Team Sunweb \| + 45" \| \| 8. \| Fabio Felline \| Włochy \| Trek-Segafredo \| + 49" \| \| 9. \| Michael Valgren \| Dania \| Dimension Data \| + 53" \| \| 10. \| Greg Van Avermaet \| Belgia \| CCC Team \| + 54" \| |                      |            |                  |             |
| |                      |            |                  |             |
| |                      |            |                  |             |
| Klasyfikacja generalna |                      |            |                  |             |
| Kolarz | Kolarz               | Państwo    | Drużyna          | Czas        |
| 1. | Tim Wellens          | Belgia     | Lotto-Soudal     | 17h 37' 10" |
| 2. | Marc Hirschi         | Szwajcaria | Team Sunweb      | + 8"        |
| 3. | Laurens De Plus      | Belgia     | Team Jumbo-Visma | + 12"       |
| 4. | Stefan Küng          | Szwajcaria | Groupama-FDJ     | + 40"       |
| 5. | Iván García Cortina  | Hiszpania  | Bahrain-Merida   | + 43"       |
| 6. | Mike Teunissen       | Holandia   | Team Jumbo-Visma | + 45"       |
| 7. | Søren Kragh Andersen | Dania      | Team Sunweb      | + 45"       |
| 8. | Fabio Felline        | Włochy     | Trek-Segafredo   | + 49"       |
| 9. | Michael Valgren      | Dania      | Dimension Data   | + 53"       |
| 10. | Greg Van Avermaet    | Belgia     | CCC Team         | + 54"       |

### Etap 7
| \| Klasyfikacja etapu \| Klasyfikacja etapu \| Klasyfikacja etapu \| Klasyfikacja etapu \| Klasyfikacja etapu \| \| Kolarz \| Kolarz \| Państwo \| Drużyna \| Czas \| \| ------------------ \| ------------------- \| ------------------ \| ------------------------ \| ------------------ \| \| 1. \| Oliver Naesen \| Belgia \| AG2R La Mondiale \| 3h 52' 40" \| \| 2. \| Greg Van Avermaet \| Belgia \| CCC Team \| + 0" \| \| 3. \| Laurens De Plus \| Belgia \| Team Jumbo-Visma \| + 4" \| \| 4. \| Simon Clarke \| Australia \| EF Education First \| + 25" \| \| 5. \| Philippe Gilbert \| Belgia \| Deceuninck-Quick Step \| + 26" \| \| 6. \| Mike Teunissen \| Holandia \| Team Jumbo-Visma \| + 26" \| \| 7. \| Michael Valgren \| Dania \| Dimension Data \| + 35" \| \| 8. \| Iván García Cortina \| Hiszpania \| Bahrain-Merida \| + 35" \| \| 9. \| Amaury Capiot \| Belgia \| Sport Vlaanderen-Baloise \| + 38" \| \| 10. \| Dylan van Baarle \| Holandia \| Team Ineos \| + 38" \| |                     |           |                          |            |
| |                     |           |                          |            |
| |                     |           |                          |            |
| Klasyfikacja etapu |                     |           |                          |            |
| Kolarz | Kolarz              | Państwo   | Drużyna                  | Czas       |
| 1. | Oliver Naesen       | Belgia    | AG2R La Mondiale         | 3h 52' 40" |
| 2. | Greg Van Avermaet   | Belgia    | CCC Team                 | + 0"       |
| 3. | Laurens De Plus     | Belgia    | Team Jumbo-Visma         | + 4"       |
| 4. | Simon Clarke        | Australia | EF Education First       | + 25"      |
| 5. | Philippe Gilbert    | Belgia    | Deceuninck-Quick Step    | + 26"      |
| 6. | Mike Teunissen      | Holandia  | Team Jumbo-Visma         | + 26"      |
| 7. | Michael Valgren     | Dania     | Dimension Data           | + 35"      |
| 8. | Iván García Cortina | Hiszpania | Bahrain-Merida           | + 35"      |
| 9. | Amaury Capiot       | Belgia    | Sport Vlaanderen-Baloise | + 38"      |
| 10. | Dylan van Baarle    | Holandia  | Team Ineos               | + 38"      |

## Klasyfikacje końcowe

### Klasyfikacja generalna
| \| Klasyfikacja generalna \| Klasyfikacja generalna \| Klasyfikacja generalna \| Klasyfikacja generalna \| Klasyfikacja generalna \| \| Kolarz \| Kolarz \| Państwo \| Drużyna \| Czas \| \| ---------------------- \| ---------------------- \| ---------------------- \| ---------------------- \| ---------------------- \| \| 1. \| Laurens De Plus \| Belgia \| Team Jumbo-Visma \| 21h 29' 55" \| \| 2. \| Oliver Naesen \| Belgia \| AG2R La Mondiale \| + 35" \| \| 3. \| Tim Wellens \| Belgia \| Lotto-Soudal \| + 36" \| \| 4. \| Greg Van Avermaet \| Belgia \| CCC Team \| + 37" \| \| 5. \| Marc Hirschi \| Szwajcaria \| Team Sunweb \| + 44" \| \| 6. \| Mike Teunissen \| Holandia \| Team Jumbo-Visma \| + 1' 06" \| \| 7. \| Iván García Cortina \| Hiszpania \| Bahrain-Merida \| + 1' 13" \| \| 8. \| Stefan Küng \| Szwajcaria \| Groupama-FDJ \| + 1' 16" \| \| 9. \| Simon Clarke \| Australia \| EF Education First \| + 1' 19" \| \| 10. \| Michael Valgren \| Dania \| Dimension Data \| + 1' 23" \| |                     |            |                    |             |
| |                     |            |                    |             |
| Źródło: ProCyclingStats |                     |            |                    |             |
| Klasyfikacja generalna |                     |            |                    |             |
| Kolarz | Kolarz              | Państwo    | Drużyna            | Czas        |
| 1. | Laurens De Plus     | Belgia     | Team Jumbo-Visma   | 21h 29' 55" |
| 2. | Oliver Naesen       | Belgia     | AG2R La Mondiale   | + 35"       |
| 3. | Tim Wellens         | Belgia     | Lotto-Soudal       | + 36"       |
| 4. | Greg Van Avermaet   | Belgia     | CCC Team           | + 37"       |
| 5. | Marc Hirschi        | Szwajcaria | Team Sunweb        | + 44"       |
| 6. | Mike Teunissen      | Holandia   | Team Jumbo-Visma   | + 1' 06"    |
| 7. | Iván García Cortina | Hiszpania  | Bahrain-Merida     | + 1' 13"    |
| 8. | Stefan Küng         | Szwajcaria | Groupama-FDJ       | + 1' 16"    |
| 9. | Simon Clarke        | Australia  | EF Education First | + 1' 19"    |
| 10. | Michael Valgren     | Dania      | Dimension Data     | + 1' 23"    |

### Klasyfikacja punktowa
| Klasyfikacja punktowa | Klasyfikacja punktowa | Klasyfikacja punktowa | Klasyfikacja punktowa    | Klasyfikacja punktowa |
| Kolarz                | Kolarz                | Państwo               | Drużyna                  | Punkty                |
| --------------------- | --------------------- | --------------------- | ------------------------ | --------------------- |
| 1.                    | Sam Bennett           | Irlandia              | Bora-Hansgrohe           | 115 pkt               |
| 2.                    | Jasper Philipsen      | Belgia                | UAE Team Emirates        | 66 pkt                |
| 3.                    | Edward Theuns         | Belgia                | Trek-Segafredo           | 62 pkt                |
| 4.                    | Timothy Dupont        | Belgia                | Wanty-Gobert             | 57 pkt                |
| 5.                    | Laurens De Plus       | Belgia                | Team Jumbo-Visma         | 55 pkt                |
| 6.                    | Mike Teunissen        | Holandia              | Team Jumbo-Visma         | 50 pkt                |
| 7.                    | Oliver Naesen         | Belgia                | AG2R La Mondiale         | 47 pkt                |
| 8.                    | Amaury Capiot         | Belgia                | Sport Vlaanderen-Baloise | 46 pkt                |
| 9.                    | Kristoffer Halvorsen  | Norwegia              | Team Ineos               | 46 pkt                |
| 10.                   | Tim Wellens           | Belgia                | Lotto-Soudal             | 40 pkt                |

### Klasyfikacja najaktywniejszych
| Klasyfikacja najaktywniejszych | Klasyfikacja najaktywniejszych | Klasyfikacja najaktywniejszych | Klasyfikacja najaktywniejszych | Klasyfikacja najaktywniejszych |
| Kolarz                         | Kolarz                         | Państwo                        | Drużyna                        | Punkty                         |
| ------------------------------ | ------------------------------ | ------------------------------ | ------------------------------ | ------------------------------ |
| 1.                             | Baptiste Planckaert            | Belgia                         | Wallonie Bruxelles             | 71 pkt                         |
| 2.                             | Robert Stannard                | Australia                      | Mitchelton-Scott               | 26 pkt                         |
| 3.                             | Thomas Sprengers               | Belgia                         | Sport Vlaanderen-Baloise       | 24 pkt                         |
| 4.                             | Aaron Verwilst                 | Belgia                         | Sport Vlaanderen-Baloise       | 23 pkt                         |
| 5.                             | Łukasz Wiśniowski              | Polska                         | CCC Team                       | 19 pkt                         |
| 6.                             | Oscar Riesebeek                | Holandia                       | Roompot-Charles                | 16 pkt                         |
| 7.                             | Laurens De Plus                | Belgia                         | Team Jumbo-Visma               | 14 pkt                         |
| 8.                             | Stan Dewulf                    | Belgia                         | Lotto-Soudal                   | 12 pkt                         |
| 9.                             | Willie Smit                    | Południowa Afryka              | Katusha-Alpecin                | 12 pkt                         |
| 10.                            | Jesper Asselman                | Holandia                       | Roompot-Charles                | 12 pkt                         |

### Klasyfikacja drużynowa
| Klasyfikacja drużynowa | Klasyfikacja drużynowa | Klasyfikacja drużynowa | Klasyfikacja drużynowa |
| Drużyna                | Drużyna                | Państwo                | Czas                   |
| ---------------------- | ---------------------- | ---------------------- | ---------------------- |
| 1.                     | Team Sunweb            | Niemcy                 | 64h 36' 42"            |
| 2.                     | Team Jumbo-Visma       | Holandia               | + 1' 15"               |
| 3.                     | Deceuninck-Quick Step  | Belgia                 | + 1' 22"               |
| 4.                     | Lotto Soudal           | Belgia                 | + 5' 38"               |
| 5.                     | AG2R La Mondiale       | Francja                | + 10' 52"              |
| 6.                     | Mitchelton-Scott       | Australia              | + 11' 13"              |
| 7.                     | Groupama-FDJ           | Francja                | + 11' 47"              |
| 8.                     | EF Education First     | Stany Zjednoczone      | + 12' 12"              |
| 9.                     | Astana                 | Kazachstan             | + 13' 14"              |
| 10.                    | Katusha-Alpecin        | Szwajcaria             | + 14' 16"              |